# Myrmica kabylica
Myrmica kabylica är en myrart som först beskrevs av Henri Cagniant 1970.  Myrmica kabylica ingår i släktet rödmyror, och familjen myror. IUCN kategoriserar arten globalt som sårbar. Inga underarter finns listade i Catalogue of Life.